# Blepharella xanthaspis
Blepharella xanthaspis är en tvåvingeart som beskrevs av Louis-Paul Mesnil 1970. Blepharella xanthaspis ingår i släktet Blepharella och familjen parasitflugor. Inga underarter finns listade i Catalogue of Life.